# Kartlos
Kartlos (in georgiano ქართლოსი?; nato due generazioni dopo il diluvio universale – ...) è il leggendario eponimo su cui è basato il mito di fondazione della mitologia georgiana.
Viene considerato l'antenato dei georgiani (cartaveliani) e padre della nazione di Cartalia (in georgiano ქართლი? ovvero Kartli), regione storica situata nella moderna Georgia centro-orientale, dove si trova la capitale Tbilisi, e nota agli autori classici come Iberia,
Kartlos compare nelle medievali Storia dell'Armenia (Patmutyun Hayots) attribuita allo storico del V secolo Mosè di Corene e nelle Cronache georgiane, nome convenzionale per il principale compendio di testi storici medievali georgiani  nativamente noti come Kartlis Tskhovreba (in georgiano ქართლის ცხოვრება?), letteralmente "Vita di Kartli", ottenuti per trascrizione della tradizione orale curata dal cronista Leonti Mroveli nel XI secolo.
Secondo le leggende riportate, armeni, georgiani e altre popolazioni caucasiche hanno come progenitore “Thargamos”, associabile al biblico Togarma. Nipote di Jafet e di conseguenza pronipote di Noè, si sarebbe stabilito vicino al monte Ararat. Togarma suddivise i suoi possedimenti tra i figli, Haik, considerato il fondatore della nazione armena, Caucas dei ceceni, Heros di Erezia ed Egros di Colchide. Kartlos era uno dei fratelli, fondò la città di Kartli e unì il suo popolo, Sa’kartvelo, la nazione georgiana. Il giuramento presso la tomba di Kartlos era il più importante e potente di Kartli.
I figli di Kartlos sono elencati come: Mtskhetos, Gardabos, Kakhos, Kukhos, Gachios, Uphlos, Odzrkhos, Javakhos, rispettivamente gli eponimi fondatori di Mtskheta, Gardabani, Cachezia, Kukheti, Gachiani, Uplistsikhe, Odzrkhe e Giavachezia.

## Interpretazione moderna
L'etnologo britannico WED Allen vede un legame diretto tra i nomi delle semidivinità di cui si parla nelle Cronache Georgiane e le antiche tribù che abitavano il Vicino Oriente. Secondo lo studioso, l'autore Léonti Mroveli usa il suo racconto non come uno strumento con un valore politico, ma come una trascrizione cristiana di una teoria scientifica sull'origine dei proto-georgiani. Nel nome "Kartlos" trova la radice K-D, che si ritrova poi tra i Kardukhoi, tribù descritta da Senofonte come abitante a nord dell'Eufrate (quindi ai confini settentrionali della Transcaucasia). Oggi questa radice non esiste solo nel nome georgiano della Georgia (“Sakarthvelo”), ma anche tra i curdi.
Va quindi notato che la società curda moderna usa ancora il termine “Meshkin” per descrivere i membri più poveri della popolazione curda: secondo WED Allen, questa parola contiene la radice M-S, correlata a Mtskhetos, mitico figlio di Karthlos.
Al mito di Karthlos è legata anche la teoria iafetica delle lingue cartveliche che le vorrebbe imparentate con le lingue semitiche del Medio Oriente. Questa ipotesi attribuisce alle lingue del bacino del Mediterraneo e del Caucaso un'origine simile, detta iafetica, sulla scia della tradizione biblica che attribuiva alle popolazioni locali, prima dell'arrivo degli indoeuropei, un antenato comune in Jafet.